# Guillaume l'Hôpital

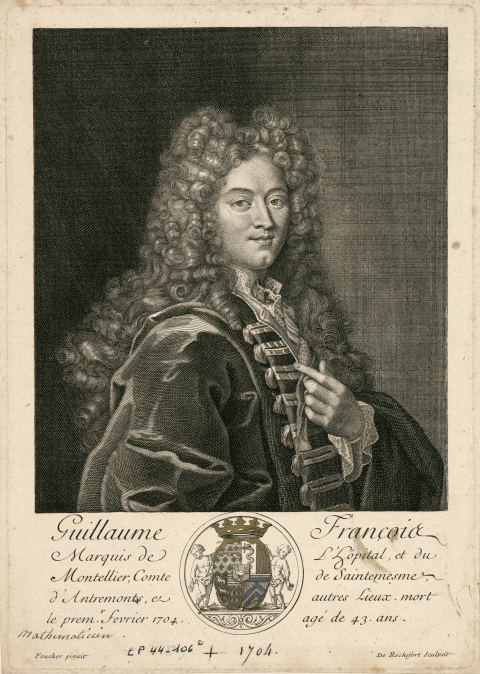
Guillaume François Antoine l'Hôpital.

Guillaume François Antoine l'Hôpital (eller l'Hospital), född 1661 i Paris, död där 2 februari 1704, var en fransk matematiker.
L'Hospital blev redan vid unga år kapten i kavalleriet, men lämnade snart krigstjänsten för att ägna sig åt matematiken. Han var en av de första franska matematiker som använde den av Leibniz uppfunna differentialräkningen. Hans lärare i denna var Johann Bernoulli, som 1692 vistades hos l'Hospital för att undervisa honom i den nya teorin. Snart kunde han uppträda som jämbördig med sin lärare, och jämte denne deltog han i lösningen av de problem genom vilka differentialräkningens företräde framför de gamla metoderna visades. l'Hospital var även den förste som utförligt framställde den nya kalkylen, i Analyse des infiniment petits (1696). Efter hans död utgavs hans Traité analytique des sections coniques (1707).

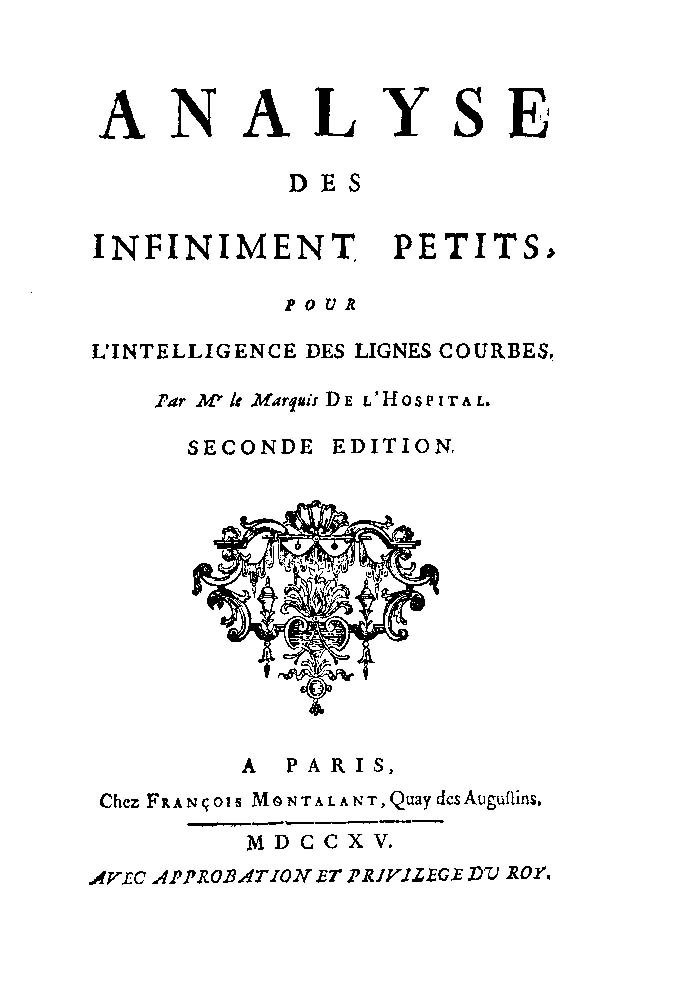
Analyse des infiniment petits pour l'intelligence des lignes courbes
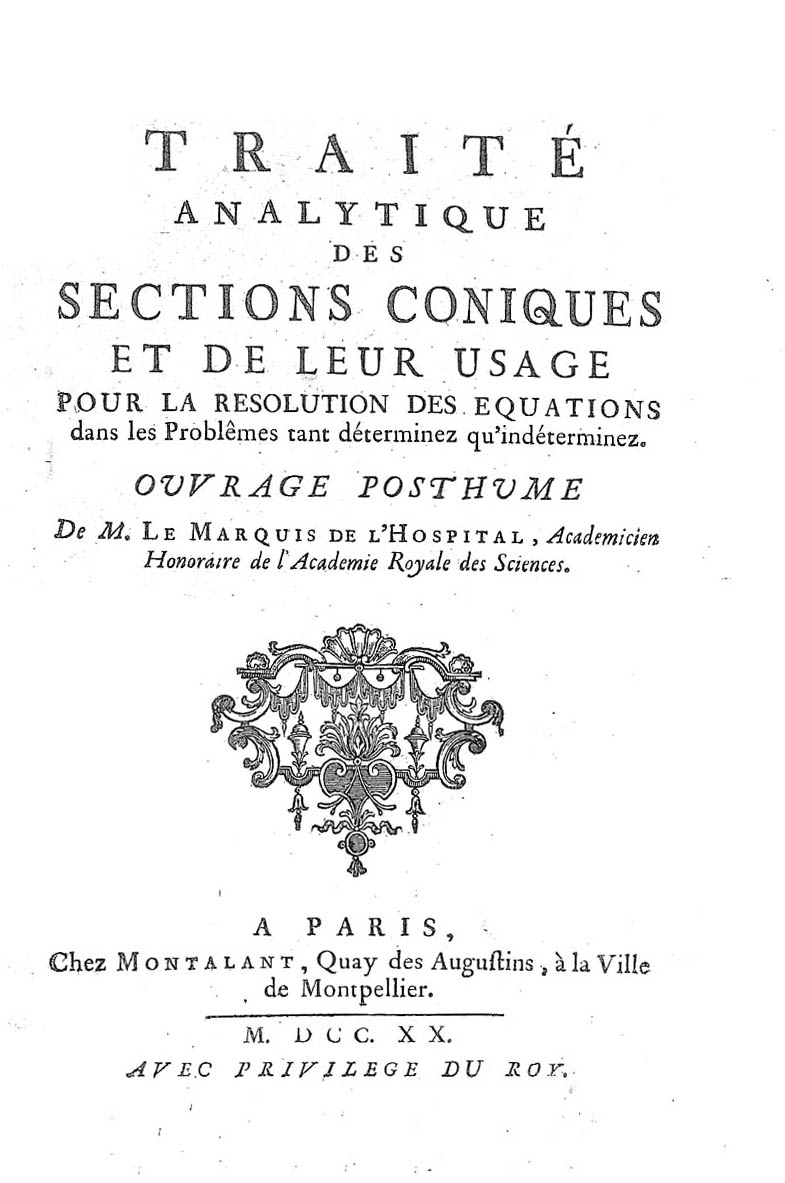
Traité analytique